# Patinatge freestyle slalom

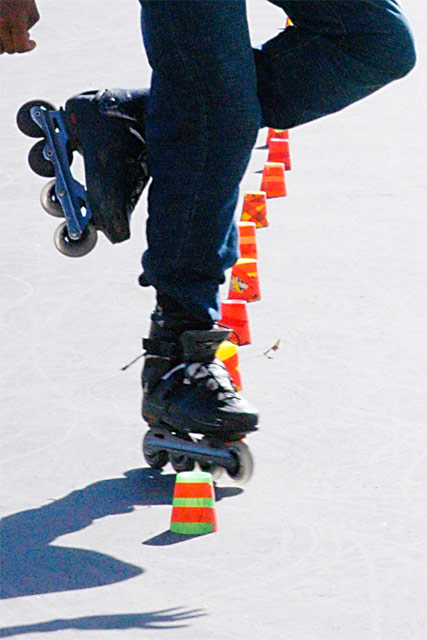

El patinatge freestyle slalom és una modalitat de patinatge en línia. Aquest consisteix a passar i fer alguns trucs en uns cons col·locats en línia, habitualment separats entre 50 cm, 60 cm i 120 cm.

## Modalitats
La idea principal del freestyle slalom és ballar sobre els patins seguint uns cons. Aquests es col·loquen com a punt de referència per ballar la coreografia. Competitivament hi ha quatre modalitats de freestyle slalom:

### Slalom Classic
A l'Slalom Classic els participants realitzaran una coreografia preparada, seguint el ritme de la música, mentre passen entre els cons. La coreografia sol durar entre 1,45 i 2 minuts. Es puntua tant la part tècnica com l'artística.
L'Slalom Classic té una submodalitat en la qual es fa una coreografia, però, a diferència del Slalom Clàssic, és amb parelles. Aquesta submodalitat s'anomena Jam.

### Slalom Battle
El Slalom Battle és una competició per rondes de temps de 30 segons. Es divideix en grups de 3 o 4 patinadors.

### Salts o Jumps
Aquesta modalitat consisteix a saltar una barra horitzontal sense utilitzar cap rampa. És a dir, saltant des del terra.

### Speed Slalom o slalom de velocitat
Aquesta modalitat consisteix en el fet que els patinadors passin 20 cons, separats 80 cm entre si, amb el menor temps possible. En les competicions, tocar o moure un con es penalitza afegint 0.2 segons al temps. Però si es derrumben més de 4 cons, es desqualifica imediatament el patinador.

## Equip necessari
L'equip necessari mínim són uns cons pels quals passar, uns patins i un terra adequat on col·locar els cons. També serian necessàries proteccions, es pot patinar sense proteccions, però són força recomanades per evitar lesions. El patí consta de la bota, la guia o xassís i les rodes.

### La bota

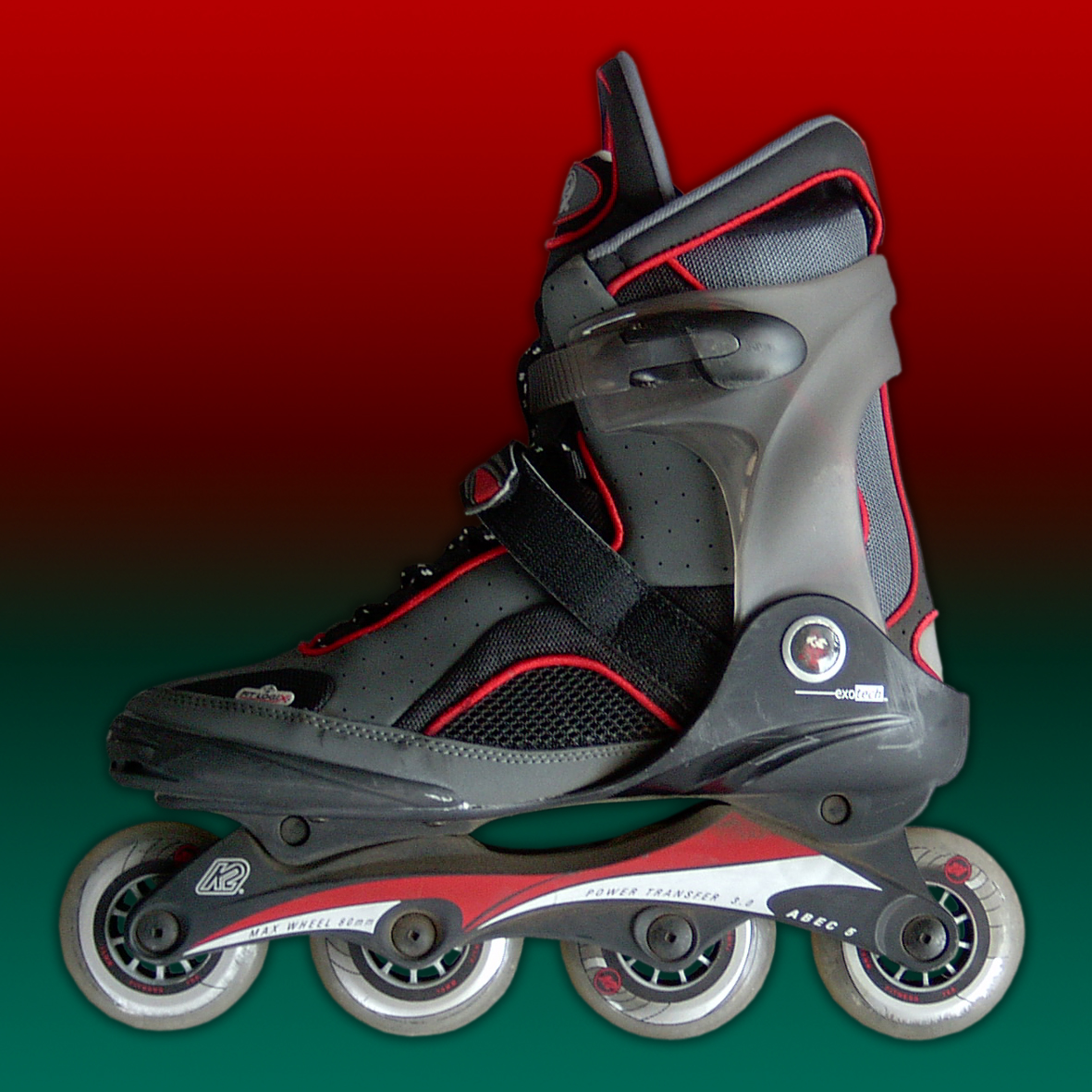
Pati complet de quatre rodes

Aquestes botes s'han d'adaptar totalment al peu per tenir el màxim control possible. La majoria de patinadors utilitzen botes termo emmotllable o botes de fibra de carboni cosa que els permet tenir encara més control.

### Guia o xassís
La guia és el ferro que aguanta les rodes. Hi ha diferents tipus i mides de guies. Però la mida i el tipus depèn del patinador, dels patins i de les rodes. Les mides són de 243mm, 231mm y 219mm.

### Rodes
Per fer freestyle slalom se solan utilitzar unes rodes de 83A i 85A de duresa. El tipus de roda depèn de la longitud de la guia i del tipus de terra que utilitzis.

## Alguns trucs
Alguns trucs del patinatge freestyle slalom són aquests: de cara, d'esquenes, laterals, salts, girs i blocs. Alguns altres trucs poden ser l'àliga, que consisteix a passar els cons amb els talons junts; i la cafetera, que consisteix a carregar tot el pes en un patí i asseure’s sobre ell mantenint-se amb una roda mentre s'aixeca l'altre. Aquests trucs depenen de la pràctica i el nivell del participant.